# Meroe (albedo)
Meroe és una característica d'albedo a la superfície de Mart, localitzada amb el sistema de coordenades planetocèntriques a 34.68 ° latitud N i 75 ° longitud E. El nom va ser aprovat per la UAI l'any 1958 i fa referència a Mèroe, ciutat a la riba del riu Nil.